# Уктур
Укту́р — посёлок сельского типа в Комсомольском районе Хабаровского края. Административный центр Уктурского сельского поселения. Расположен на правом берегу реки Гур, выше устья реки Нижней Удоми. В посёлке есть одноимённая железнодорожная станция.

## История[2]
Уктур был основан в середине 1960-х годов в связи со стремительным развитием лесной промышленности на Дальнем Востоке.
Изначально это был небольшой рабочий поселок, обслуживающий Уктурский леспромхоз. С годами поселок разрастался, появлялись новые жилые дома, школы, больницы и другие социальные объекты.
Лесная промышленность играла ключевую роль в жизни Уктура, обеспечивая рабочими местами и формируя облик посёлка. Однако, с распадом СССР и кризисом в лесной отрасли, экономическая ситуация в Уктуре значительно ухудшилась.
В последние годы предпринимаются попытки диверсифицировать экономику посёлка, привлечь инвестиции в новые проекты.

## Население
| 1992  | 2002  | 2010  | 2011  | 2012  | 2016  | 2017  |
| ----- | ----- | ----- | ----- | ----- | ----- | ----- |
| 2300  | ↘2001 | ↘1714 | ↗1727 | ↘1686 | ↘1561 | ↘1540 |
| 2018  | 2019  | 2020  | 2021  |       |       |       |
| ↘1517 | ↘1488 | ↘1445 | ↘1268 |       |       |       |